# Max Lohde
Max Lohde (* 13. Februar 1845 in Berlin; † 18. Dezember 1868 in Neapel) war ein deutscher Maler und Kunstschriftsteller. Er signierte seine Werke mit einem verbundenen ML.

## Leben
Lohde war ein Sohn des Architekten, Kunsthistorikers und Bauforschers Ludwig Lohde (1806–1875) und dessen Frau der Schriftstellerin Clarissa (Geborene Leyden; 13. Juli 1836 – 31. Dezember 1915). Er studierte zunächst bei Julius Schnorr von Carolsfeld in Dresden und wechselte dann nach Berlin, wo er auf dessen Empfehlung hin, der letzte Schüler von Peter von Cornelius wurde. Zugleich besuchte er die Berliner Kunstakademie, an der er 1866 den Kompositionspreis erhielt. Während einer Studienreise in Schlesien entdeckte er in alten Burgen die Reste alter Sgraffitomalereien aus der Renaissancezeit, die sein Interesse weckten.
Es gelang ihm, sich ein besonderes Verfahren in dieser Technik anzueignen und er setzte sich für eine Wiederbelebung dieser Technik ein, die er eigenständig weiterentwickelte. Er beschäftigte sich mit der Entwicklung wärmerer Farbtöne, die nach der Vermischung mit dem auf besondere Art zubereiteten Kalk keiner Zersetzung unterworfen sein sollte. Nach zahllosen Versuchen gelang es ihm endlich ein neues Verfahren zu entwickeln, das er als seine eigene Erfindung ansah. Dabei beschäftigte er einen Gehilfen den Maler und Lithograph Karl Becker. Es ist nicht bekannt, ob dieser die Kenntnisse über die genaue Zusammensetzung hatte. Lohdes Erfindung erlaubte es ihm den Kalkgrund für seine Arbeiten in nahezu allen Farben herzustellen, ohne dass die Haltbarkeit und Beständigkeit des Putzes gefährdet wurde. Durch reines Kratzen und Schaben mit dem Griffel konnte er Mischtöne erzeugen. Bereits nach 12 bis 24 Stunden war die Kalkmischung ausgehärtet und konnte selbst mit Gewalt nicht mehr verändert werden.
1867 führte er in Sgraffito vier große Kompositionen aus der Ilias und Odyssee des trojanischen Sagenkreises im Treppenhaus des Berliner Sophiengymnasiums aus. Er reiste kurzzeitig nach Paris, um auch dort nach Spuren des Sgraffito oder verwandter Techniken zu suchen. Nach der Rückkehr entstanden, beauftragt durch den Kriegsminister Albrecht von Roon, noch Sgraffiti in den Giebeln des Gebäudes der neu errichteten Reitbahn des Kriegsministeriums. Andere dekorative Malereien folgten. Eigentlich wollte er an einer Konkurrenz teilnehmen, um so an ein Stipendium zu gelangen, doch überraschend erhielt er durch einen Antrag des Ministers, ein außerordentliches Reisestipendium vom König von Preußen zugesprochen, um Studien in Italien durchführen zu können. Nach Fertigstellung seiner noch offenen Aufträge begab er sich im Juni 1868 nach Italien. Noch bis kurz vor seiner Erkrankung in Rom schickte er seine illustrierten Reiseberichte an Carl von Lützow, der sie in seiner Zeitschrift für bildende Kunst veröffentlichte. Er ging nach Neapel, wo er sich durch ein besseres Klima erholen wollte, stattdessen erkältete er sich bei einem Ausflug nach Sorrent. Im Alter von 23 Jahren starb Lohde in Neapel im „Ospedale di Gesu e Maria“ an einer Typhuserkrankung.

## Werke (Auswahl)
Wandbilder

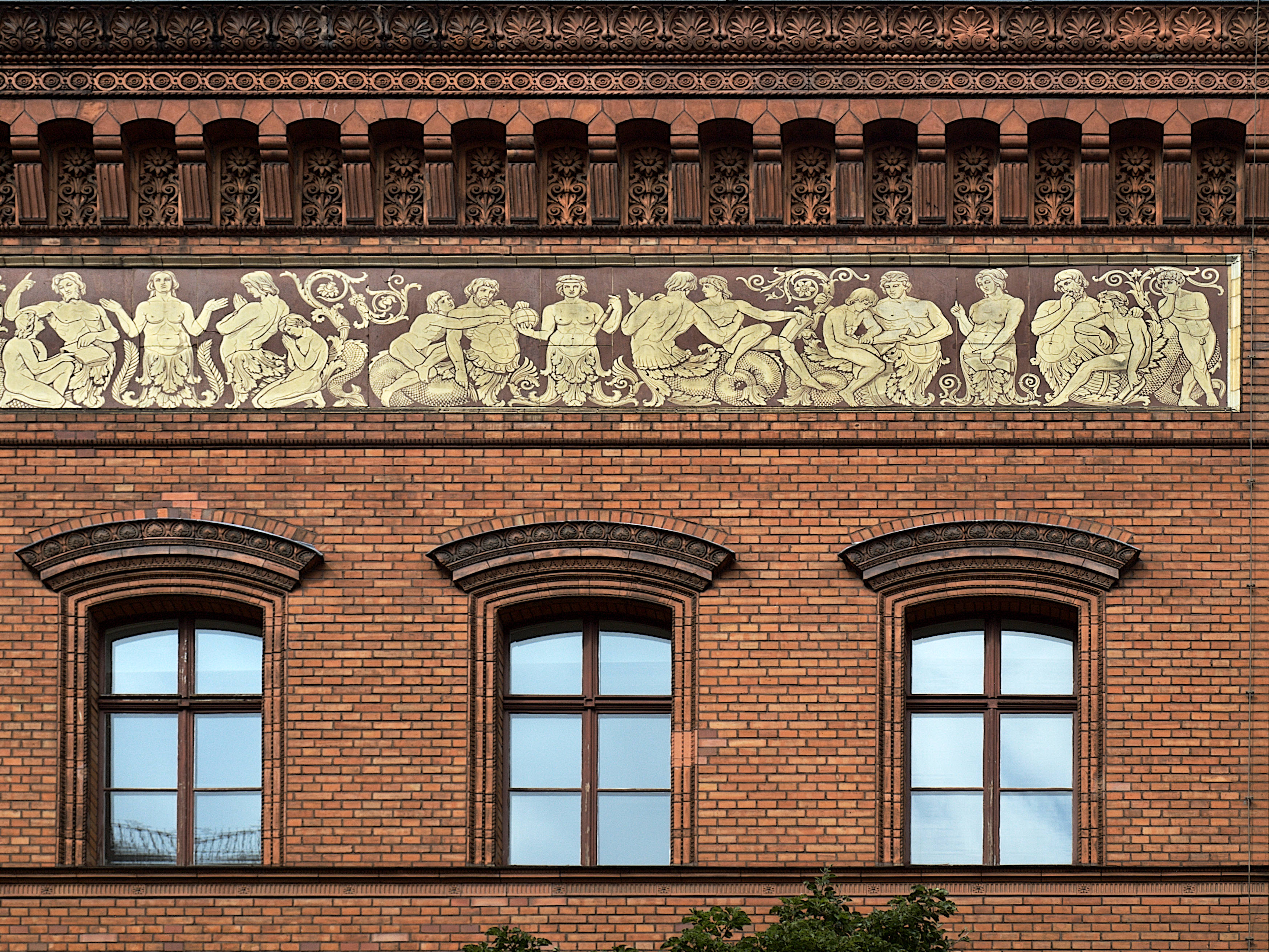
Fassade des Sophiengymnasiums

- Die Entführung der Helena, Die Wiederkehr Helenas, Die Rückkehr des Agamemnon, Die Heimkehr des Odysseus (Vier Sgraffitobildnisse im Treppenhaus des Sophiengymnasiums)
- Darstellung der Gymnasialdisziplinen durch weibliche, in Arabesken auslaufende Figuren (Sgraffitofries an der Fassade des Sophiengymnasiums)
- Kampf der Centauren und Lapithen bei der Hochzeit des Peirithoos und ein Pferderennen in Olympia in den Giebeldreiecke der Reitbahn des Kriegsministeriums[4]
- Wachsfarbenplafond im „Griechischen Saal“ des Restaurants Hiller unter den Linden in Berlin

Entwürfe auf Karton
- Entwurf für ein Altargemälde für die St. Martinikirche zu Heiligenstadt im Regierungsbezirke Erfurt (geplant als Fresko)
- Ausschmückung der Fassaden des Universitätsgebäudes in Rostock (als Sgraffito, im Sommer 1868 durch Karl Becker ausgeführt, der sich als Helfer Lohdes die erforderlichen Kenntnisse und Fertigkeiten angeeignet hatte)

Aquarelle und Zeichnungen
- 1866: Schlussszene aus der „Braut von Messina“ (Aquarell, mit einem akademischen Preis ausgezeichnet)
- 1866: Der Angelsachsenkönig Ethelwolf wird gegen die Normannen zu Hülfe gerufen 856. Schlacht bei Okely (Papier, Feder, Sepia)
- 1866: Zwei miteinander ringende Genien (Titelblatt für Heinrich Heines Gedichte)
- 8. März 1867: Bildnis des Peter von Cornelius auf dem Totenbette (Bleistift, zwei Tage nach dessen Tod angefertigt)
- 30. Juni 1868: Wanddekoration des Speisesaales im Palais Todesco zu Wien (Papier, Wasserfarben, mit Gold gehöht)
- 6. Juli 1868: Sgraffitoschmuck der Chiesa di S.Gaetano zu Treviso
- 28. November 1868: Castello del Uovo

Schriften
- Das Sgraffito in Gruner’s Terra-cotta-Architecture. – Das Sgraffito auf der Pariser Weltausstellung. – Zwei- und mehrfarbige Sgraffiten aus Florenz. – Die Sgraffiten des Klostergutes Sächsisch-Haugsdorf in der Lausitz. In: Zeitschrift für Bauwesen. Jahrgang 18, 1868, Heft 4–7, Sp. 201–212 (Textarchiv – Internet Archive).
- Die Sgraffittobilder im Treppenhause des Sophien-Gymnasiums zu Berlin. Springer’sche Buchhandlung, Berlin 1868.
- Gespräche mit Cornelius. In: Zeitschrift für bildende Kunst. ISSN 0863-5838, 1868 (books.google.de).
- Reiseberichte aus Italien. Teil II–IV. In: Zeitschrift für bildende Kunst ISSN 0863-5838, 1869 (books.google.de).
- Reiseberichte aus Italien. Teil V–VII. In: Zeitschrift für bildende Kunst ISSN 0863-5838, 1870 (books.google.de).